# Stein an der Donau
Stein an der Donau ist ein Stadtteil von Krems an der Donau. Jahrhundertelang war es eine eigene Stadt und wurde erst 1938 an Krems angeschlossen. Ebenso wie die Innenstadt von Krems gehört auch die Innenstadt von Stein an der Donau zum UNESCO-Welterbe Wachau.

## Lage
Stein liegt am Beginn der Wachau, auf einem relativ schmalen Uferstück unterhalb der steil zur Donau hin abfallenden Gneisterrassen des Waldviertels. Dadurch bedingt ist das Siedlungsgebiet schmal und in Ost-West-Richtung sehr ausgedehnt. Nur am Ostende, beim Kloster Und verbreitert sich das Siedlungsgebiet, wo es in heutzutage nahtlos in die Kremser Innenstadt übergeht. Im Westen von Stein mündet der Reisperbach in die Donau.
Hauptachse der Stadt ist die Steiner Landstraße, die auch die beiden erhaltenen Tortürme verbindet und als Stein-Emmersdorfer Straße die ehemalige Ost-West-Verbindung im Donautal darstellt. Nach der Mauterner Brücke verläuft dieser historische Straßenzug in der Förthofstraße weiter. Der dortige Ortsteil Förthof (rund um den gleichnamigen Ansitz) bildet eine eigene Siedlungseinheit. Parallel dazu verläuft die Steiner Donaulände, die mit der Steiner Landstraße über vier annähernd quadratische Plätze verbunden ist. Nördlich der Landstraße beginnt bereits ein steiler Anstieg auf den Frauenberg, der von der unmittelbar oberhalb der Stadtpfarrkirche liegenden Frauenbergkirche bekrönt wird.

## Geschichte

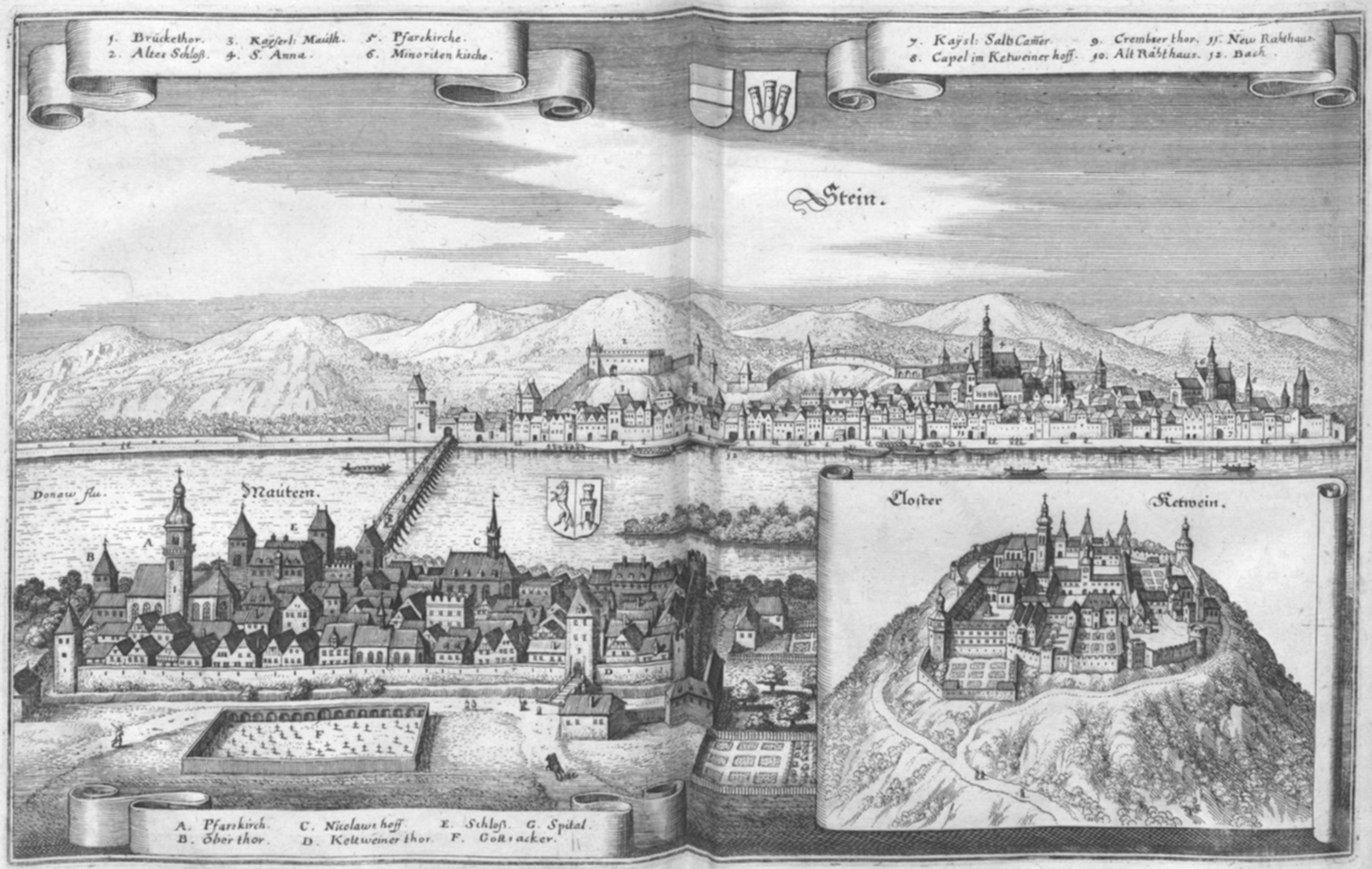
Ansicht von Stein, Mautern und Göttweig aus dem Jahr 1679, die Stadtburg ist noch zu erkennen

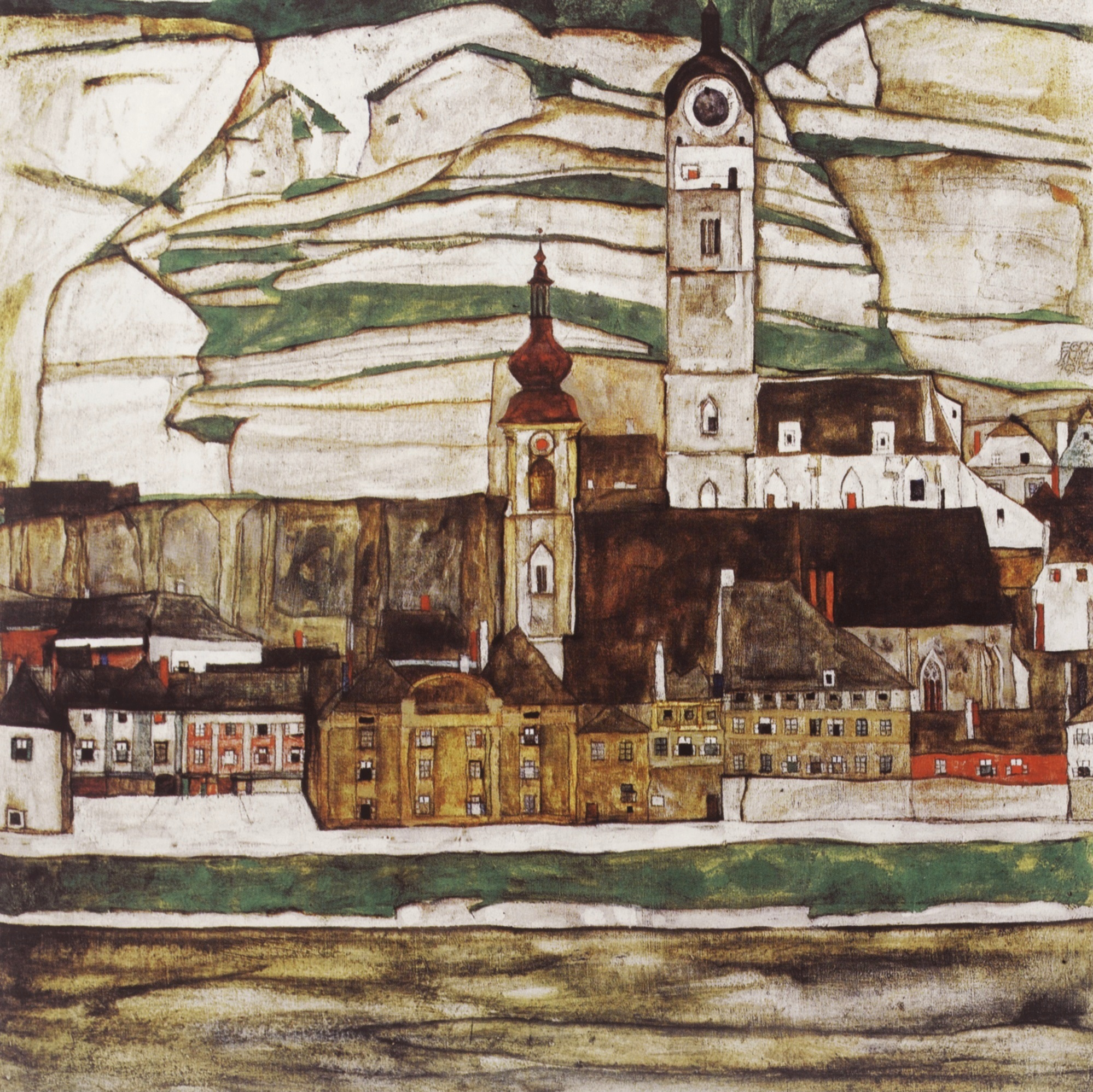
Egon Schiele: Stein an der Donau, 1913

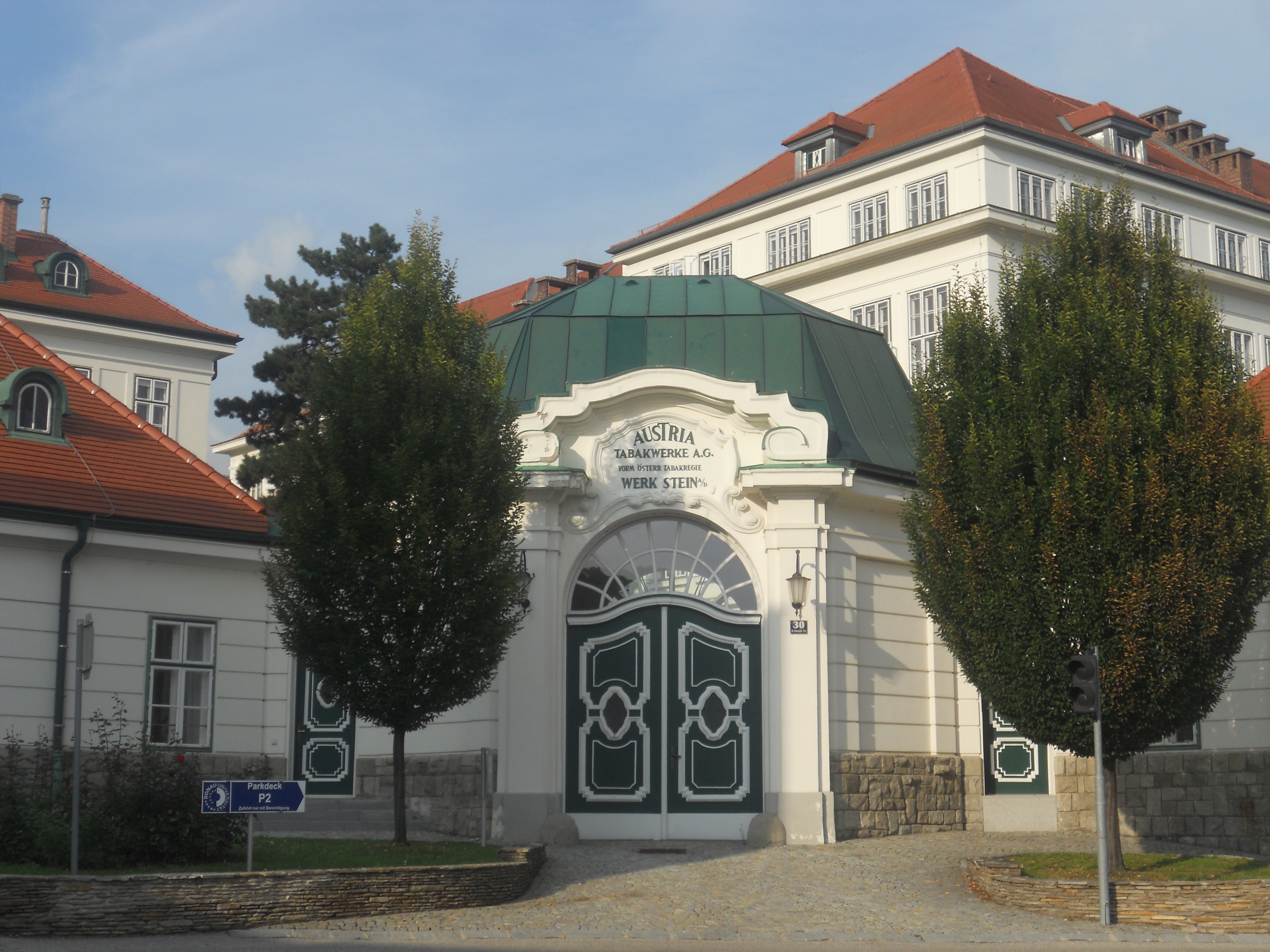
Portal der 1922 beendeten Erweiterung der Tabakfabrik

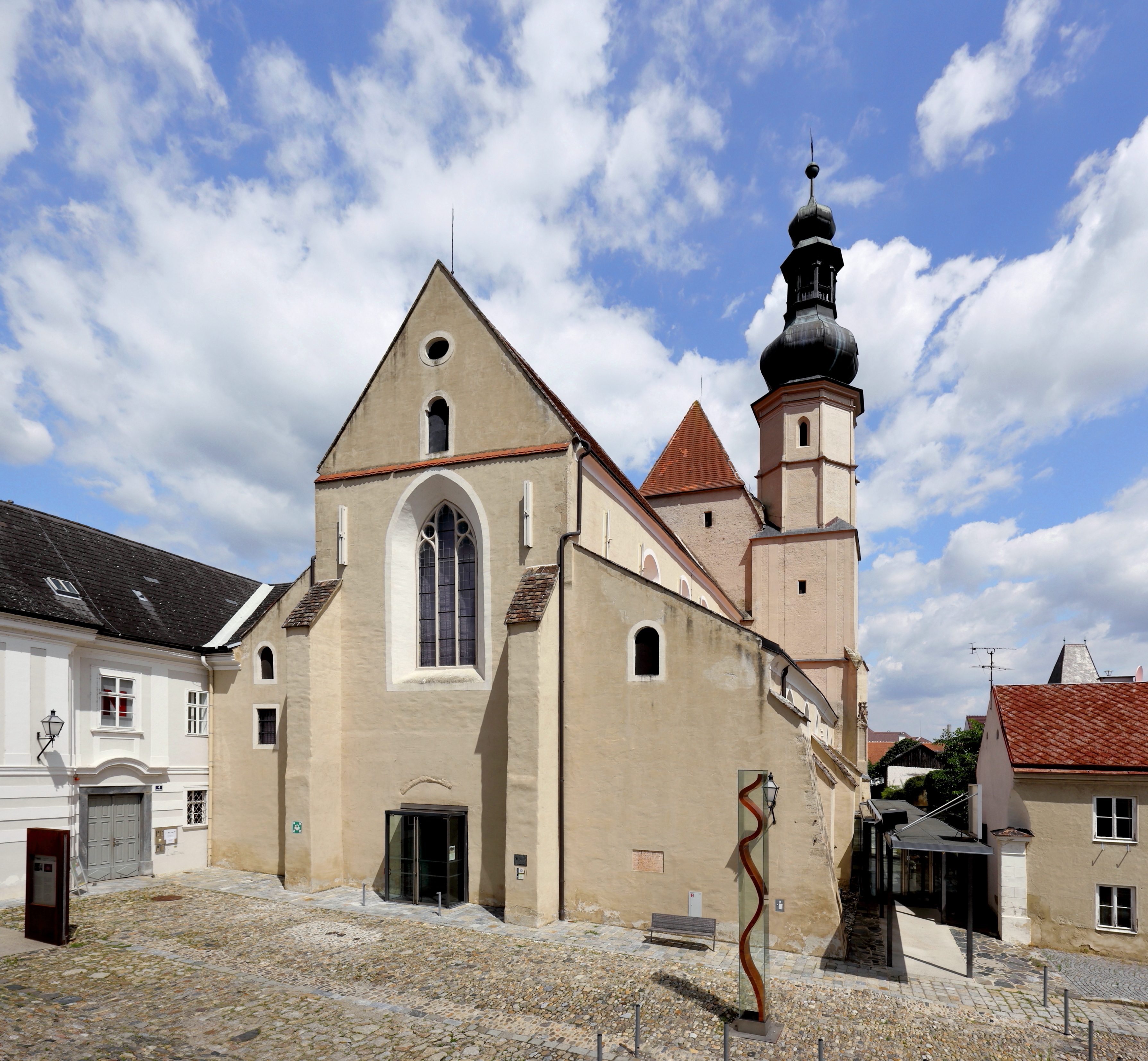
Minoritenkirche, 1264 geweiht

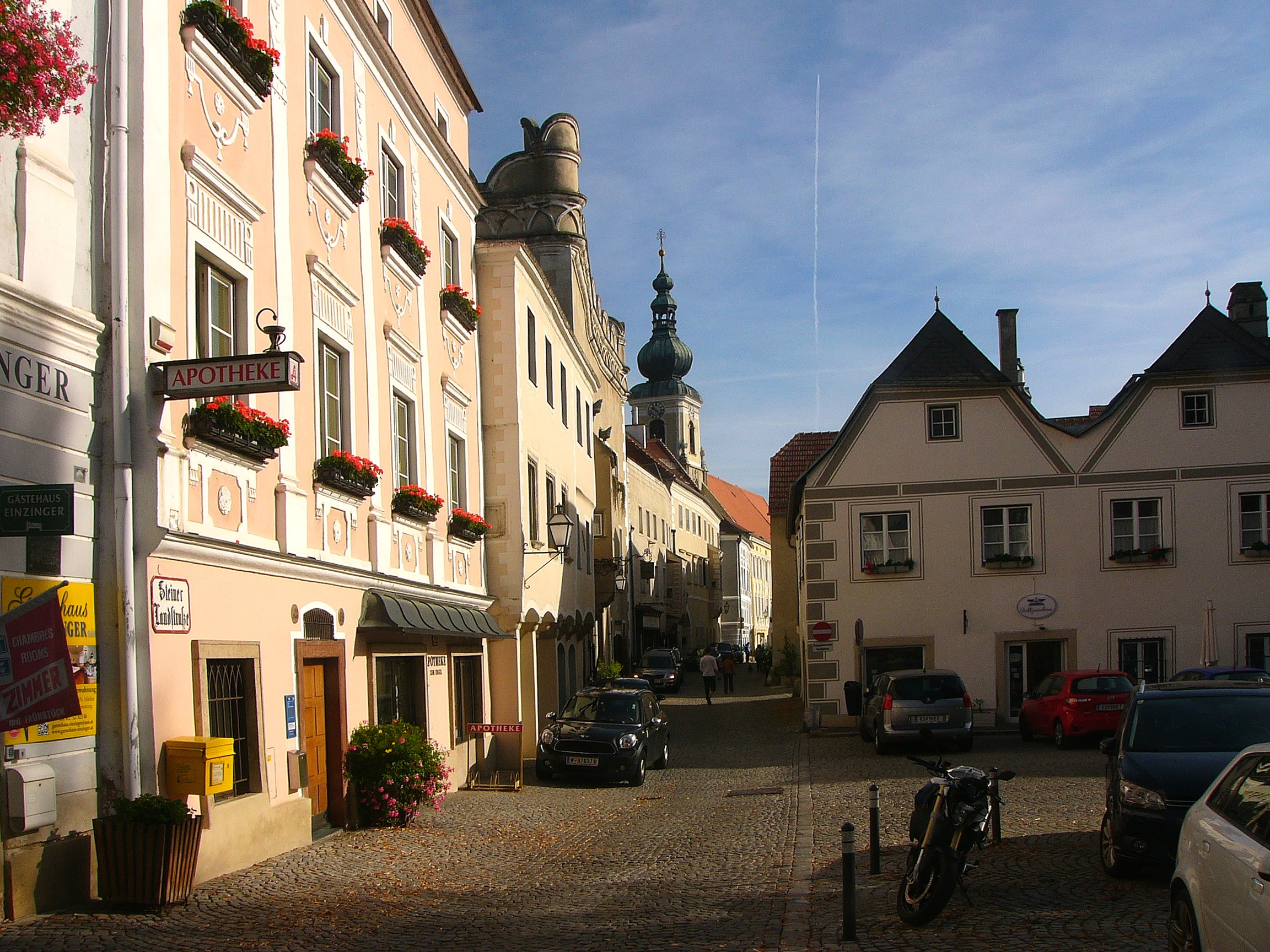
Straßenpartie in der Steiner Altstadt

Die ältesten Niederlassungen im Raum Krems-Stein wurden nicht dauerhaft bewohnt, gehen aber immerhin auf das Neolithikum zurück. Die Ufersiedlung unterhalb des Frauenberges (auf dem sich ursprünglich eine Michaelskirche befand, die vielleicht auf karolingische Zeit zurückgeht) entwickelte sich ab dem 11. Jahrhundert. 1144 wurde Stein erwähnt und vor 1200 zur landesfürstlichen Zollstätte. Im späten 13. Jahrhundert erfolgte eine Erweiterung der vorher etwa vom heutigen Köchelplatz bis zum heutigen Schürerplatz reichenden Stadt, zu dieser Zeit wurde auch die Stadtmauer gebaut, die mehrere klösterliche Lesehöfe miteinbezog und um 1480 ausgebaut wurde. 1263 wurde die Kirche St. Nikolaus zur Stadtpfarrkirche erhoben. Aus 1305 ist das älteste geschriebene Stadtrecht überliefert, das aber bereits aus babenbergischer Zeit stammen dürfte. Bereits damals war Stein mit der Nachbarstadt Krems über ein gemeinsames Stadtrecht und eine gemeinsame Verwaltung verbunden.
Im 15./16. Jahrhundert erlebte die Stadt ihren Höhepunkt als Handelsstadt, die Altstadt ist daher durch die fast lückenlos erhaltene Bausubstanz dieser Zeit wesentlich geprägt.
Die Kapuziner ließen sich 1614 hier nieder und gründeten zwischen Krems und Stein das Kloster Und, das 1656 nach einem Brand wieder aufgebaut wurde. 1645 wurde die Stadt im Dreißigjährigen Krieg nach einjähriger Belagerung von den Schweden erobert und anschließend von den kaiserlichen Truppen rückerobert, wobei ein guter Teil des Häuserbestandes zerstört wurde. Insbesondere wurde auch die Stadtburg, die auf einer Anhöhe oberhalb des Reisperbaches gelegen war beschädigt und bis zu ihrer Abtragung 1799 nicht mehr in Stand gesetzt. Im Jahr 1756 wurde Martin Johann Schmidt Bürger von Stein, er lebte und arbeitete hier bis zu seinem Tod im Jahr 1801.
In der Schlacht von Dürnstein (11. November 1805) vor den Toren von Stein besiegten die österreichisch-russischen Truppen die Franzosen unter Mortier, dennoch wurde der 3. Koalitionskrieg nach der Schlacht bei Austerlitz verloren.
Im Zuge der Verwaltungsreformen im Gefolge der Revolution 1848 wurde Stein 1850 als Stadtgemeinde konstituiert.
Mitte des 19. Jahrhunderts wuchs die Stadt vor allem im Osten. 1839–1843 wurde ein Redemptoristinnenkloster errichtet, das aber schon 1848 aufgehoben und in die Justizanstalt Stein umgewandelt wurde. Mitte des 19. Jahrhunderts erfolgte auch Ansiedlung der Tabakfabrik, die nach Erweiterungen Anfang des 20. Jahrhunderts einen weitläufigen Komplex einnahm, der heute die Donau-Universität und die Kunsthalle Krems beherbergt. Anfang des 20. Jahrhunderts wurden auch Arbeiterwohnsiedlungen für die Tabakfabrik errichtet, die ein markantes Zeugnis des frühen sozialen Wohnbaus sind.
1938, nach dem „Anschluss“ Österreichs, wurde Stein gemeinsam mit zwölf anderen Gemeinden nach Krems eingemeindet, das als Gauhauptstadt vom Reichsgau Niederdonau großzügig hätte ausgebaut werden sollen. Die Auswirkungen der nationalsozialistischen Herrschaft lag in der Verfolgung und Vertreibung der jüdischen Bürger, vor allem aber in die Einbeziehung des Zuchthauses Stein in den nationalsozialistischen Terrorapparat. Am 6. April 1945 kam es zum Massaker von Stein, bei dem bis zu 500 Häftlinge sowie fünf Justizwachebeamte durch Einheiten der Schutzpolizei, des Kremser Volkssturms, der Wehrmachtsgarnison und der Waffen-SS erschossen wurden. In den folgenden Tagen setzte im Stadtgebiet von Krems und Umgebung eine regelrechte Jagd auf weitere freigelassene Gefangene ein. 61 wiederergriffene Häftlinge wurden am 7. April auf dem Friedhof von Hadersdorf am Kamp Opfer eines Erschießungskommandos der Waffen-SS. Noch im Herbst 1945 begannen Ermittlungen der Justiz im Zusammenhang mit den Ereignissen in der Strafanstalt Stein. 14 Rädelsführer unter den Aufsehern sowie der Kremser Volkssturmkommandant mussten sich vor dem Volksgericht Wien für die begangenen Verbrechen verantworten. Kreisleiter Wilthum und Gauleiter Jury verübten Selbstmord und entzogen sich so ihrer Verantwortung im Gerichtssaal. Oberleutnant Sonderer schlug sich in seine Bayerische Heimat durch und blieb für die österreichische Justiz unauffindbar. Der sogenannte „Stein-Prozess“ endete am 30. August 1946 für fünf der Angeklagten mit Todesurteilen (Leo Pilz, Alois Baumgartner, Anton Pomassl, Franz Heinisch und Eduard Ambrosch), fünf weitere erhielten lebenslange Freiheitsstrafen, einer drei Jahre Haft und vier wurden freigesprochen.
In der Zweiten Republik blieb Stein Teil der Statutarstadt Krems und teilte im Wesentlichen deren Entwicklung. Insbesondere in den 1990er-Jahren erhielt der Stadtteil neue Impulse durch die Ansiedlung der Donau-Universität (in der aufgelassenen Tabakfabrik) und der Kunsthalle Krems. Die am Anfang der Steiner Landstraße befindlichen Museen werden unter der Dachmarke Kunstmeile Krems geführt und vereinen unter anderem das 2001 erbaute Karikaturmuseum Krems, die Artothek, das im ehemaligen Minoritenkloster untergebrachte Forum Frohner und viele weitere Einrichtungen. 2000 werden die Altstädte von Krems und Stein als Teil der Wachau zum UNESCO-Weltkulturerbe ernannt.

## Verkehr
Durch Stein führt die Wachauer Bahn, sie hat hier zwei Bahnhöfe (Campus Krems-Kunstmeile Krems und Stein-Mautern), dazwischen liegen der Goldberg-Tunnel und der Steiner Tunnel.
Stein liegt an der Donau Straße, die 1954 zur Bundesstraße ausgebaut wurde und donauseitig an der Stadt vorbeiführte. In den 1990ern wurde diese Straße durch eine weitere donauseitige Umfahrung ersetzt. Die ursprüngliche Stein-Emmersdorfer Straße durch die Innenstadt ist heute weitgehend verkehrsfrei.

## Schulen und Universitäten
- Volksschule Stein[4]
- Donau-Universität Krems
- Danube Private University

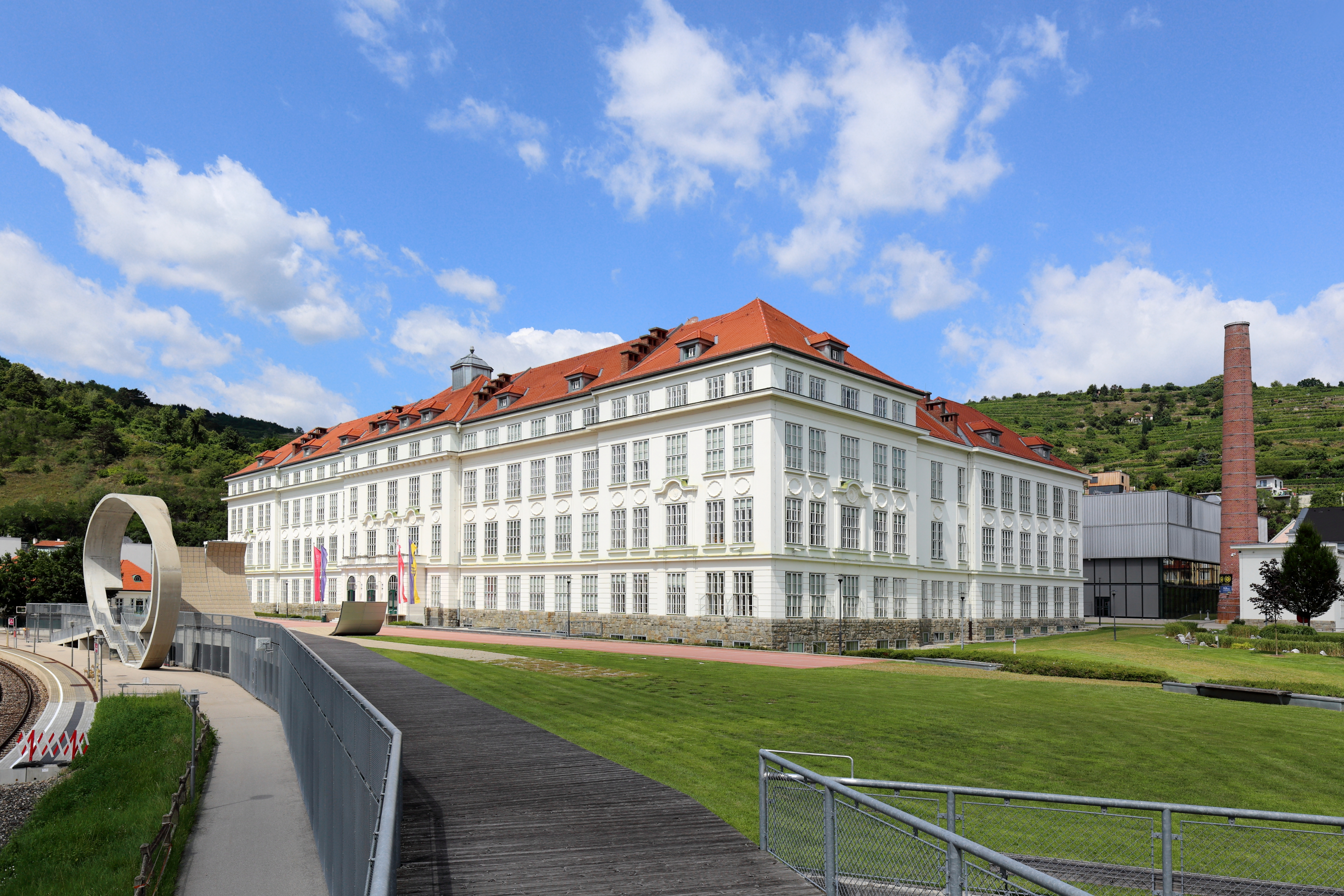
Donau-Universität Krems, Altbau

- Karl Landsteiner Privatuniversität für Gesundheitswissenschaften
- IMC Fachhochschule Krems

## Kultur und Sehenswürdigkeiten
Sowohl im Stadtteil Krems als auch im Stadtteil Stein sind geschlossene Altstadtbestände vorhanden, der in Stein ist baulich weitgehend unverändert geblieben. Die kleingewerblichen Nutzungen sowie die kleinen Handelsbetriebe sind jedoch zum großen Teil verschwunden.
In den letzten Jahren wurden zahlreiche Initiativen unternommen, Stein und das ehemalige Kloster Und zu beleben.
Besonders sind die Kunsthalle Krems (mit wechselnden Ausstellungen, Schwerpunkt zeitgenössische Kunst) sowie das Karikaturmuseum Krems (permanente Ausstellung der Künstler Manfred Deix und des Architekten-Karikaturisten Gustav Peichl (Ironimus) sowie Sonderschauen), ein Literaturhaus sowie örtliche Initiativen hervorzuheben.

### Bemerkenswerte Gebäude
- Donauuniversität: Seit Oktober 2005 sind am Campus Krems Universität, IMC Fachhochschule Krems, Krenek-Stiftung und Österreichische Filmgalerie vereint. Teils in einer ehemaligen Tabakfabrik, großteils in den Neubauten am Campus untergebracht, nach den Plänen des Architekten Dietmar Feichtinger.
- Kloster Und: Das profanierte Kloster weist bedeutende Fresken von Daniel Gran auf.
- Justizanstalt Stein: Die älteren Gebäudeteile wurden 1839–1843 als Redemptoristinnenkloster erbaut und stehen unter Denkmalschutz.

#### Kunstmeile Krems
In Stein liegen einige Museen, die unter der Dachmarke Kunstmeile Krems bekannt sind.

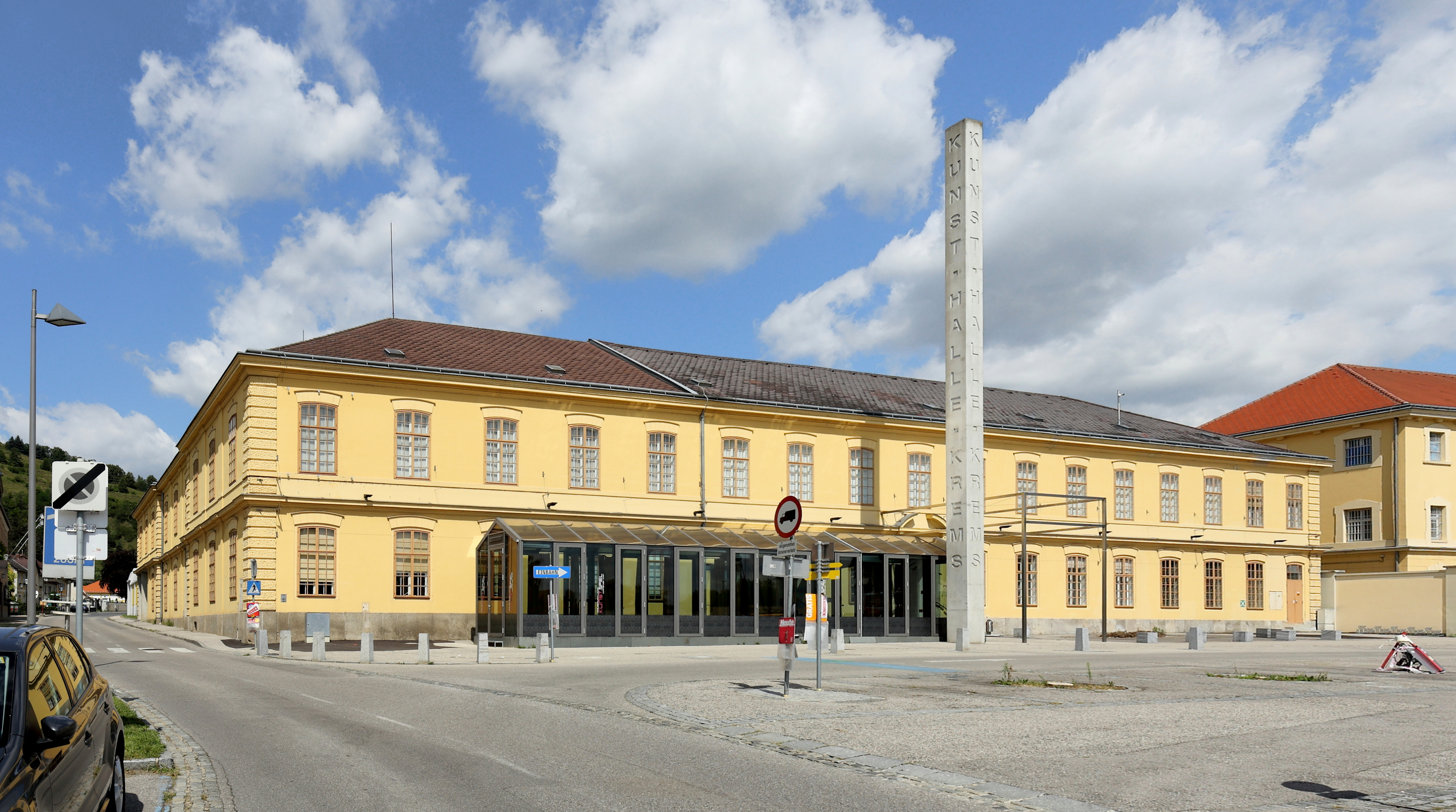
Kunsthalle Krems

- Karikaturmuseum Krems: von Gustav Peichl geplant und 2001 eröffnet, liegt gegenüber der Kunsthalle.
- Kunsthalle Krems: ist im ehemaligen Tabakfabriksgebäude neben der Justizanstalt am Franz-Zeller-Platz untergebracht. Die Adaptierung zum Ausstellungshaus erfolgte 1994/95 nach Plänen von Adolf Krischanitz. Hauptgebäude der Kunstmeile Krems.
- Kunstraum Stein
- Ernst Krenek Forum

Innerhalb der Kunstmeile ist auch die Österreichische Filmgalerie angesiedelt, die sehr eng mit dem Österreichischen Filmmuseum und dem Filmarchiv Austria in Laxenburg zusammenarbeitet.

#### Altstadt von Stein

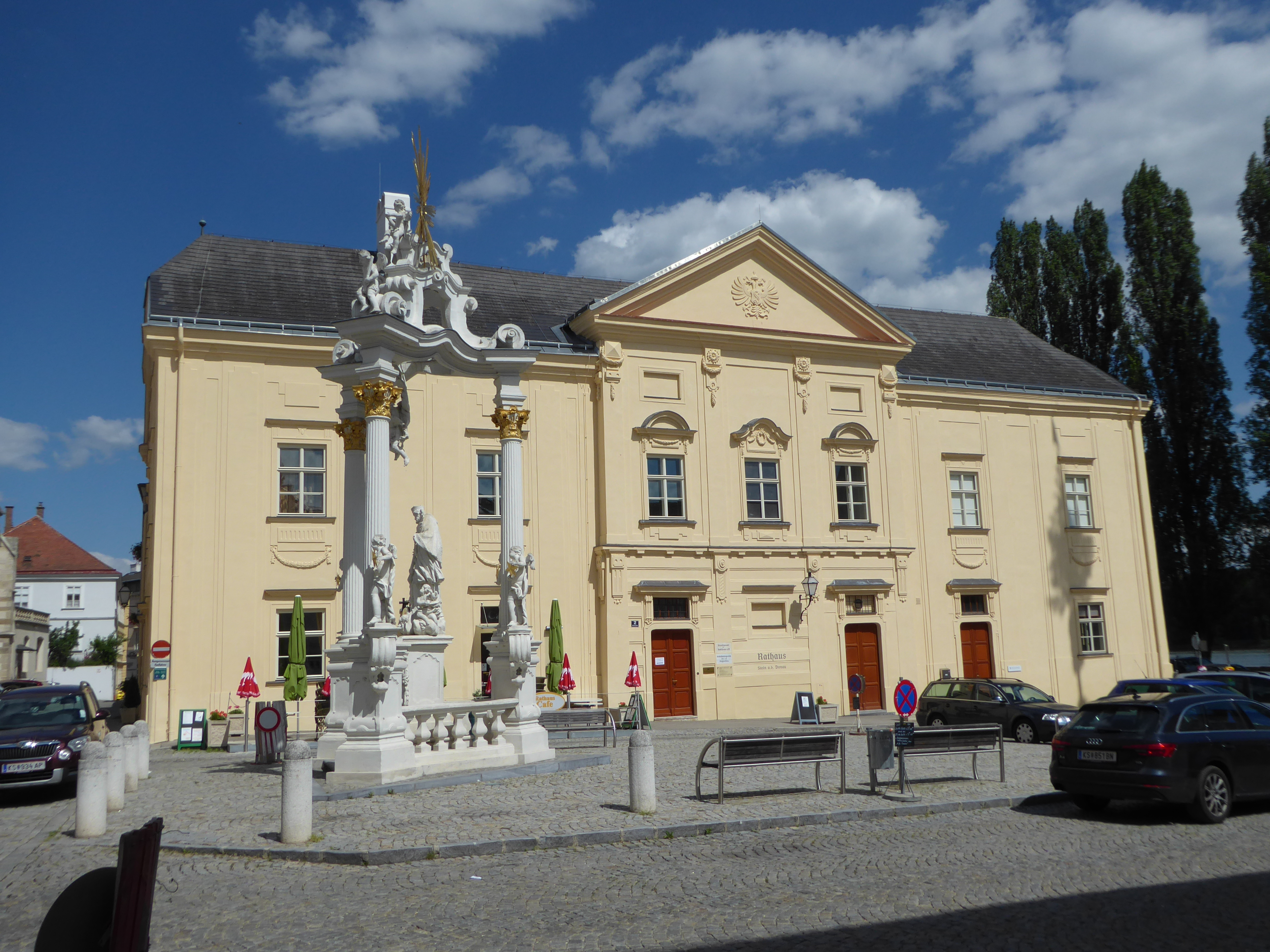
Das Steiner Rathaus

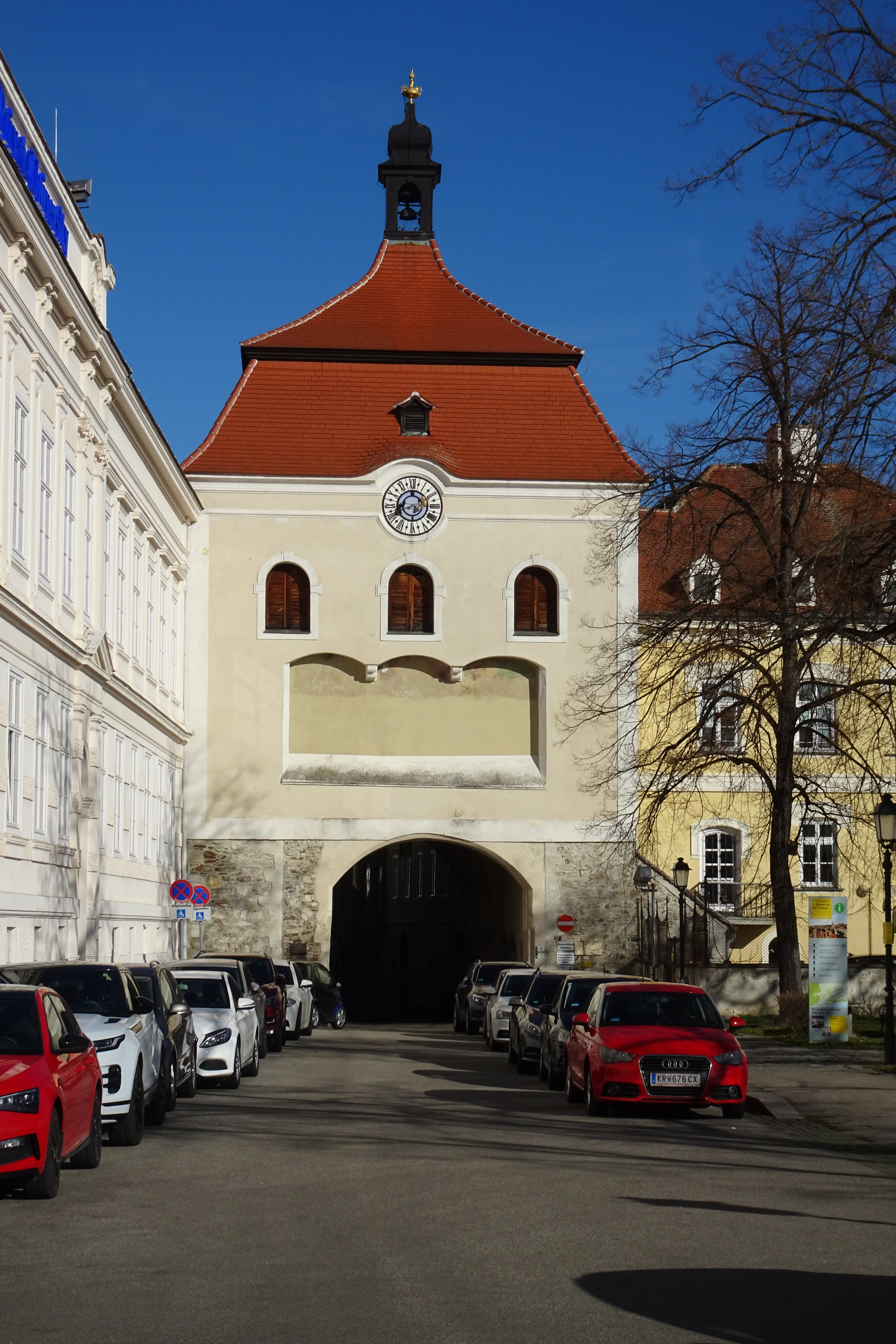
Das Linzer Tor

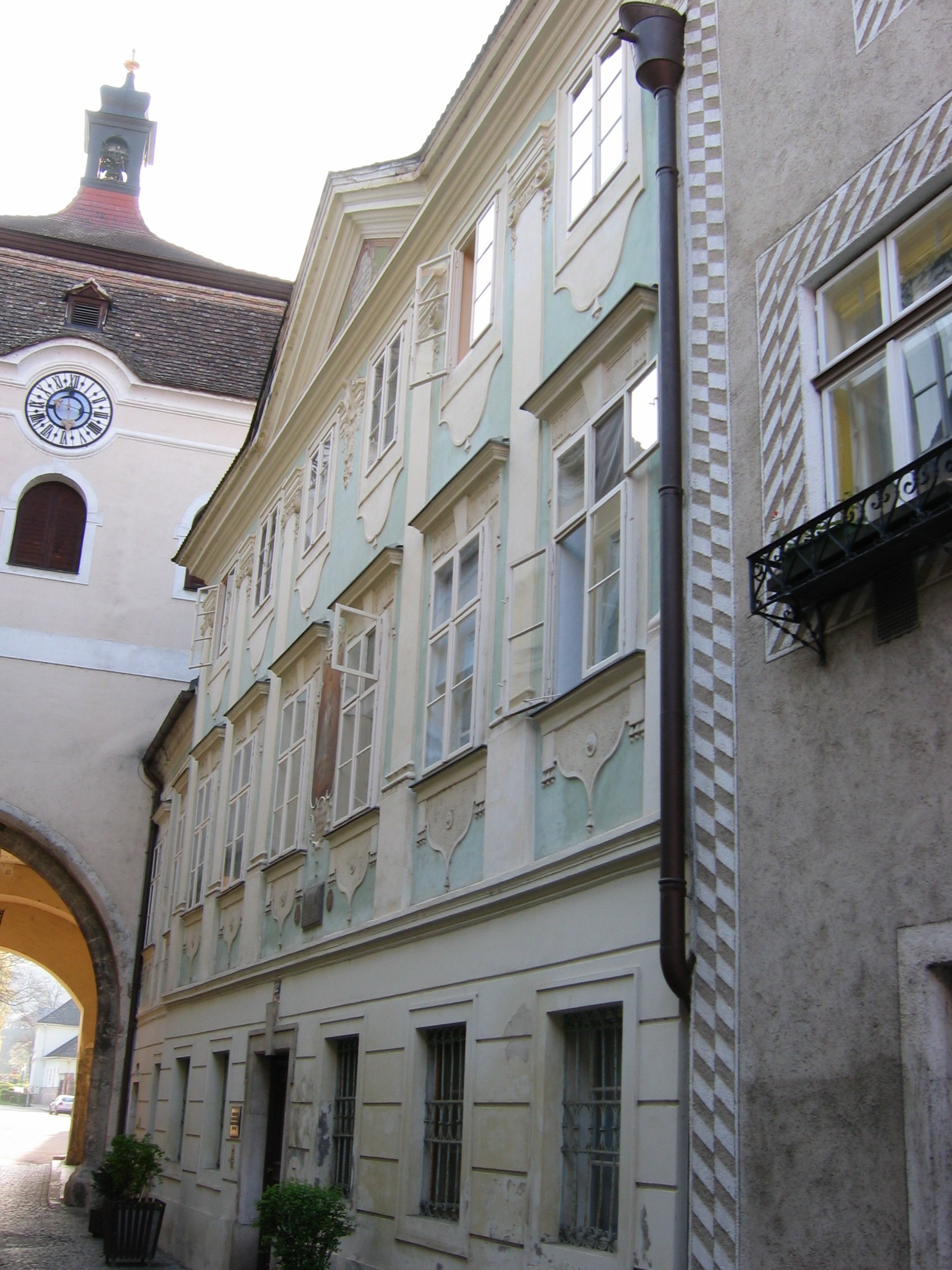
Wohnhaus von Martin Johann Schmidt, Steiner Landstraße 122

- Frauenbergkirche: gotischer Bau des 14. Jahrhunderts, nach Restaurierung 1963–1965 als Denkmal der Gefallenen der beiden Weltkriege gewidmet.
- Göttweigerhofkapelle: Kapelle des ehemaligen Wirtschaftshofs des Benediktinerstiftes Göttweig mit Kapelle und gotischen Fresken, datiert um 1300.
- Holzingerhaus
- Großer Passauerhof: Erstmals 1263 genannt, Zehenthof des Bischofs von Passau, Bau in heutiger Erscheinung zwischen 1550 und 1600 aus drei Einzelhäusern zusammengefasst.
- Haus der Regionen, das ehemalige Gasthaus Zum Goldenen Elephanten, Steiner Donaulände, 1721 erstmals schriftlich belegt.
- Kremser Tor: Östlicher Abschluss der mittelalterlichen Stadtbefestigung zur Stadt Krems hin. Erbaut um 1470.
- Linzer Tor (oder auch Brückentor): 1477 erbaut (Tafel mit gotischen Ziffern an der Feldseite eingemauert), ergänzt um Aufbau mit Mansardendach um 1750/70, erneuert 1949 (Tafel ebenfalls an der Feldseite).
- Wohnhaus des Barockmalers Martin Johann Schmidt (1718–1801), von ihm bewohnt ab 1756. Die sechsachsige Fassade des heute denkmalgeschützten Gebäudes wurde im dritten Viertel des 18. Jahrhunderts gestaltet. Sie ist im Hauptgeschoß durch Pilaster gegliedert. Über den beiden zentralen Achsen erhebt sich ein Mittelgiebel. Das Erdgeschoß ist genutet.
- Mauthaus: Wohnhaus des Brückenmautners (Mauteinnehmers), erbaut 1536, Veränderungen 1576, 1943/44 wiederhergestellt (Tafel an Fassade). Fassade mit Freskendekoration im Stil der Renaissance. Das eigentliche Mauthaus befand sich außerhalb des Linzer Tors im Westen der Stadt.
- Mazettihaus: Schürerplatz; benannt nach seinem Erbauer; war Wohnhaus Ludwig Ritter von Köchels (geb. 1800 in Stein), des Verfassers des Köchelverzeichnisses der Werke Mozarts.
- Minoritenkirche Stein: 1264 geweiht, heute Veranstaltungsraum Klangraum Krems und Museen (Forum Frohner, Ernst Krenek Forum, Kunstraum Stein) im anliegenden Klostergebäude.
- Katholische Pfarrkirche Stein an der Donau hl. Nikolaus: Spätgotisch, datiert Ende 14./Ende 15. Jahrhundert, enthält mehrere Werke des Kremsers Schmidt.
- Salzstadl: Salzlagergebäude aus dem 16. Jahrhundert. Stein war auf Grund eines kaiserlichen Privilegs der Umschlagplatz des donauabwärts verschifften bayerischen und Salzburger Salzes für die Länder des nördlichen Mitteleuropas wie etwa Böhmen, Mähren, Schlesien usw.
- Steiner Rathaus: ab 1701 als Rathaus der Stadt Stein genutzt, Fassade aus 1779 von Johann Michael Ehmann.
- Ruine Stein: Errichtet vor 1336, zerstört 1645. Möglicherweise Standort eines römischen Stützpunktes nördlich der Donau. Grabungsfunde aus der Urnenfelderkultur und dem frühen Mittelalter.

#### Förthof
- Förthof: Eine vierflügelige Anlage, die im Kern aus dem 16. Jahrhundert stammt.
- Förthofkapelle: nunmehr Filialkirche hl. Matthias, eine frühgotische Saalkirche

## Persönlichkeiten

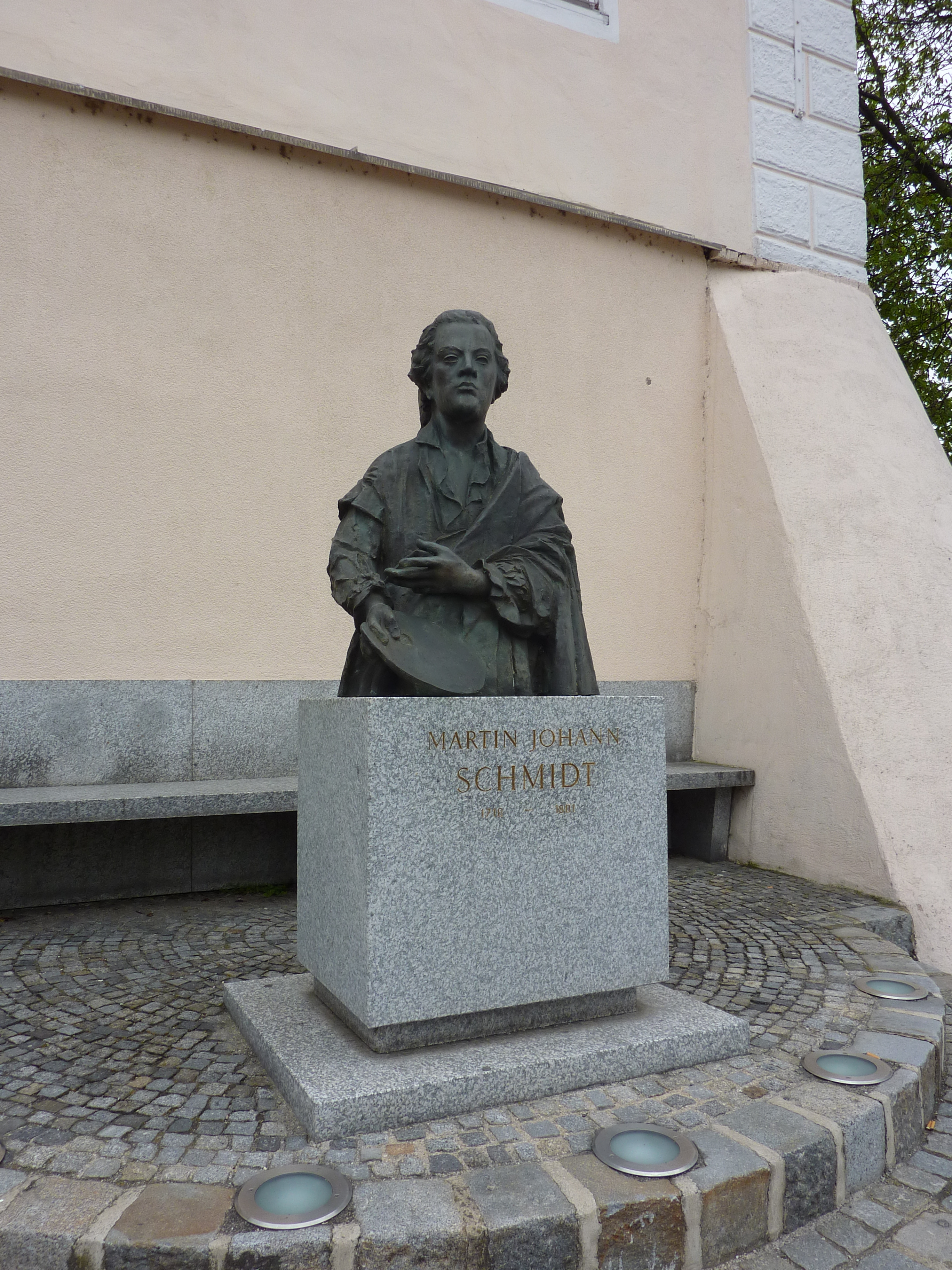
Büste von Martin Johann Schmidt am Schürerplatz

- Johannes Schmidt (1684–1761), Holzschnitzer und Bildhauer
- Martin Johann Schmidt (1718–1801), genannt „Kremser Schmidt“, der herausragendste Maler des österreichischen Rokoko, lebte in Stein
- Karl Ehmann (1777–1829), fürstlich Esterházyscher Hof- und Stadtbaumeister
- Peter von Zanini (1786–1855), Feldmarschall-Leutnant und Kriegsminister des Kaisertums Österreichs
- Michael Gründlinger (1791–1881), Grundgerichtsrat und Mitglied der Frankfurter Nationalversammlung
- Franz de Paula Schürer (1822–1886), Weingutsbesitzer und von 1858 bis 1886 Bürgermeister in Stein, ab 1861 Abgeordneter im niederösterreichischen Landtag, 1867–1878 und 1885–1886 Abgeordneter des Reichsrat (Fortschritts-Club)
- Franz Pfannl (1867–1961), Uhrmachermeister, Fabrikant und Erfinder der 2 mm Kolibri, der kleinsten Pistole weltweit
- Ludwig von Köchel (1800–1877), Schöpfer des Werkverzeichnisses von Wolfgang Amadeus Mozart
- Franz Lorenz (1803–1883), Arzt und Schriftsteller
- Augustin Weigl (1845–1914), Wegbereiter des Tourismus in der Wachau
- Josef Retter (1872–1954), Baumeister und Architekt
- Josef Meller (1874–1968), Augenarzt und Hochschullehrer
- Rudi Pietsch (1951–2020), österreichischer Volksmusikant (Heanzn), Professor an der Uni Graz
- Robert Kratky (* 1973), österreichischer Radiomoderator, lebt in Stein